# 法莱拉
法莱拉（法語：Faleyras）是法国吉伦特省的一个市镇，属于朗贡区（Langon）塔尔贡县（Targon）。该市镇总面积10.44平方公里，2009年时的人口为397人。

## 人口
法莱拉人口变化图示